# La Torresaviñán
La Torresaviñán es una localidad española, pedanía del municipio de Torremocha del Campo, perteneciente a la provincia de Guadalajara, en la comunidad autónoma de Castilla-La Mancha.

## Historia
Francisco Layna Serrano, en su libro Castillos de Guadalajara, hace una breve referencia a la posibilidad de que en La Torresaviñán hubiera podido existir un castro celtíbero, y el propio marqués de Cerralbo confirma hallazgos celtíberos en "el camino real de Sigüenza", en la parte posterior del cerro en que se alza el castillo.
El castillo que aún vemos en pie en la actualidad, fue erigido por Manrique de Lara, señor de Molina, en el extremo de su señorío, con la finalidad de defender el límite de los territorios conquistados al reino taifa de Molina. De acuerdo a fray Toribio Minguela, autor de la Historia de la Diócesis de Sigüenza, Don Bernardo, conquistador de la ciudad, habla de los muchos problemas que le causan las tropas árabes desde las fortalezas de Algora y Torremocha del Campo. La cercanía de ambas poblaciones a La Torresaviñán permite imaginar una situación de constantes esacaramuzas en el siglo XII, que justificaría la necesidad de una línea defensiva a base de castillos y torres: en la misma época fueron erigidas las fortalezas de Tortonda, y la fortaleza de Torrecuadrada de los Valles en Torrecuadrada de los Valles. Las tres torres forman un territorio en su interior que fue ampliamente repoblado por Manrique de Lara durante el siglo XII, con colonos procedentes de sus posesiones en el alfoz de Lara, en Burgos. 
La Torresaviñán pasó a ser posesión del obispo de Sigüenza, a quien sería vendida por los señores de Molina, y en cuyo poder permaneció hasta finales del siglo XIX.
Durante la Guerra de Sucesión entre austrias y borbones, los ejércitos de los austrias, en retirada, volaron a cañonazos las murallas y parte de la torre del castillo, según Francisco Layna Serrano, debido a lo cual presenta su actual aspecto. 
Hacia mediados del siglo XIX, el lugar, por entonces con ayuntamiento propio, tenía contabilizada una población de 119 habitantes. Aparece descrito en el decimoquinto volumen del Diccionario geográfico-estadístico-histórico de España y sus posesiones de Ultramar de Pascual Madoz de la siguiente manera:

TORRE DE SABIÑAN: l. con ayunt. en la prov. de Guadalajara (23 leg.), part. jud. y dióc. de Sigüenza (1), aud. terr. de Madrid (33), c. g. de Castilla la Nueva: sit. en llano, con buena ventilacion y clima sano. Tiene 38 casas, la consistorial, escuela de instruccion primaria, una igl. parr. servida por un cura y un sacristan; una fuente de buenas aguas para el surtido del vecindario. Confina el térm. con los de Tortonda, Fuen-Sabiñan, Algora y Peregrina. El terreno, fertilizado en parte por un arroyo que nace en el térm., es de buena calidad; comprende un monte poblado de encina, roble y chaparro. caminos: los locales. El correo se recibe y despacha en Sigüenza. prod.: trigo, cebada, centeno, avena, legumbres, leñas de combustible, y pastos con los que se mantiene ganado lanar, vacuno, mular y asnal; hay caza de liebres, conejos y perdices. ind.: la agrícola y recriacion de ganados. pobl.: 31 vec., 119 almas. cap. prod.: 681,300 rs. imp.: 47,300. contr.: 4.100 rs.
(Madoz, 1849, p. 69)

El municipio de Torresaviñán desapareció en 1970 al incorporado junto con los de Navalpotro, Laranueva, La Fuensaviñán, Renales y Torrecuadrada de los Valles al término municipal de Torremocha del Campo.

## Demografía
| Gráfica de evolución demográfica de La Torresaviñán entre 1842 y 1960 |
| |
| Población de derecho según los censos de población del INE Población de hecho según los censos de población del INEEntre el censo de 1970 y el anterior, este municipio desaparece porque se integra en el municipio Torremocha del Campo |

## Patrimonio

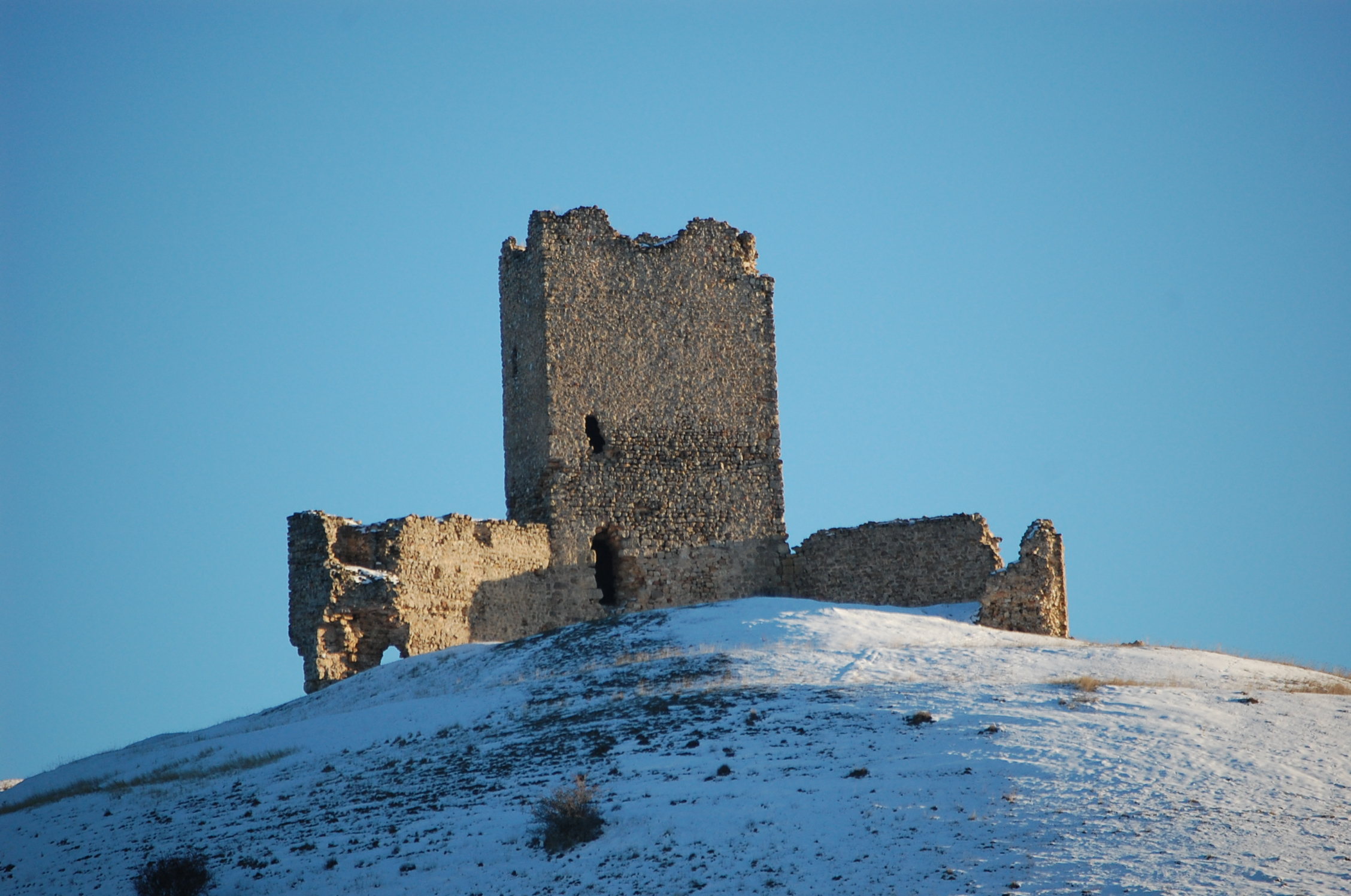
Castillo de Torresaviñán

En el municipio se encuentra el castillo de La Torresaviñán, atalaya de los siglos XI y XII sin remodelar y parcialmente destruida en la guerra de sucesión española. Se constituyó como torre fuerte aislada para la defensa y control de todo un área y de los pueblos o aldeas cercanos, sobre un cerro visualmente privilegiado. La medición por escala de la torre ha permitido establecer su altura en 16 m, lo que supone un área de visión desde lo alto que abarca al sur las estibaciones de la sierra de Megorrón en el límite con Cifuentes; al oeste los territorios de Sigüenza: al norte Alcolea del Pinar; y al este el Otero de Sacecorbo.[cita requerida]

## Turismo
Está incluida en el tramo 10 de la Ruta de Don Quijote, que une La Fuensaviñán y Atienza pasando por Sigüenza. 